# Az Amerikai Egyesült Államok tagállamainak listája postai rövidítés szerint

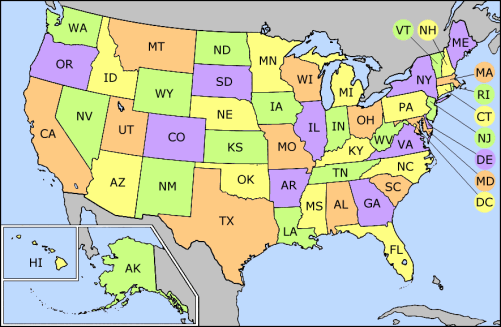
A tagállamok térképe a rövidítésükkel

Ez a lista az Amerikai Egyesült Államok tagállamai felsorolása postai (USPS) rövidítésük sorrendjében.

## Tagállamok listája
| Rövidítés | FIPS államkód | Állam megnevezése |
| --------- | ------------- | ----------------- |
| AK        | 02            | Alaszka           |
| AL        | 01            | Alabama           |
| AR        | 05            | Arkansas          |
| AZ        | 04            | Arizona           |
| CA        | 06            | Kalifornia        |
| CO        | 08            | Colorado          |
| CT        | 09            | Connecticut       |
| DE        | 10            | Delaware          |
| FL        | 12            | Florida           |
| GA        | 13            | Georgia           |
| HI        | 15            | Hawaii            |
| IA        | 19            | Iowa              |
| ID        | 16            | Idaho             |
| IL        | 17            | Illinois          |
| IN        | 18            | Indiana           |
| KS        | 20            | Kansas            |
| KY        | 21            | Kentucky          |
| LA        | 22            | Louisiana         |
| MA        | 25            | Massachusetts     |
| MD        | 24            | Maryland          |
| ME        | 23            | Maine             |
| MI        | 26            | Michigan          |
| MN        | 27            | Minnesota         |
| MO        | 29            | Missouri          |
| MS        | 28            | Mississippi       |
| MT        | 30            | Montana           |
| NC        | 37            | Észak-Karolina    |
| ND        | 38            | Észak-Dakota      |
| NE        | 31            | Nebraska          |
| NH        | 33            | New Hampshire     |
| NJ        | 34            | New Jersey        |
| NM        | 35            | Új-Mexikó         |
| NV        | 32            | Nevada            |
| NY        | 36            | New York          |
| OH        | 39            | Ohio              |
| OK        | 40            | Oklahoma          |
| OR        | 41            | Oregon            |
| PA        | 42            | Pennsylvania      |
| RI        | 44            | Rhode Island      |
| SC        | 45            | Dél-Karolina      |
| SD        | 46            | Dél-Dakota        |
| TN        | 47            | Tennessee         |
| TX        | 48            | Texas             |
| UT        | 49            | Utah              |
| VA        | 51            | Virginia          |
| VT        | 50            | Vermont           |
| WA        | 53            | Washington        |
| WI        | 55            | Wisconsin         |
| WV        | 54            | Nyugat-Virginia   |
| WY        | 56            | Wyoming           |

## Egyéb kódok

### Szövetségi kerület
| Rövidítés | FIPS államkód | Megnevezés |
| --------- | ------------- | ---------- |
| DC        | 11            | Washington |

### Társult államok
| Rövidítés | FIPS államkód | Megnevezés               |
| --------- | ------------- | ------------------------ |
| AS        | 60            | Amerikai Szamoa          |
| GU        | 66            | Guam                     |
| MP        | 69            | Északi-Mariana-szigetek  |
| PR        | 72            | Puerto Rico              |
| VI        | 78            | Amerikai Virgin-szigetek |

## Érdekességek
Az 50 tagállam közül:
- 19 rövidítése az állam angol nevének első két betűje:

AL, AR, CA*, CO*, DE*, FL, ID, IL, IN, MA, MI, NE, OH, OK, OR, UT, WA, WI, WY
- 15 rövidítése az állam angol nevének első és utolsó betűje:

CA*, CO*, CT, DE*, GA, HI, IA, KS, KY, LA, MD, ME, PA, VA, VT
- 10 állam neve két szóból áll, ezek rövidítése az egyes szavak első betűiből származik:

NC, ND, NH, NJ, NM, NY, RI, SC, SD, WV
- 9 állam esetén a kód második betűje nem a kezdőbetűt követő, hanem a néven belül máshol található, általában a következő mássalhangzó:

AK, AZ, MN, MO, MS, MT, NV, TN, TX
* Három állam esetén a második és az utolsó betű megegyezik.